# Спецодяг

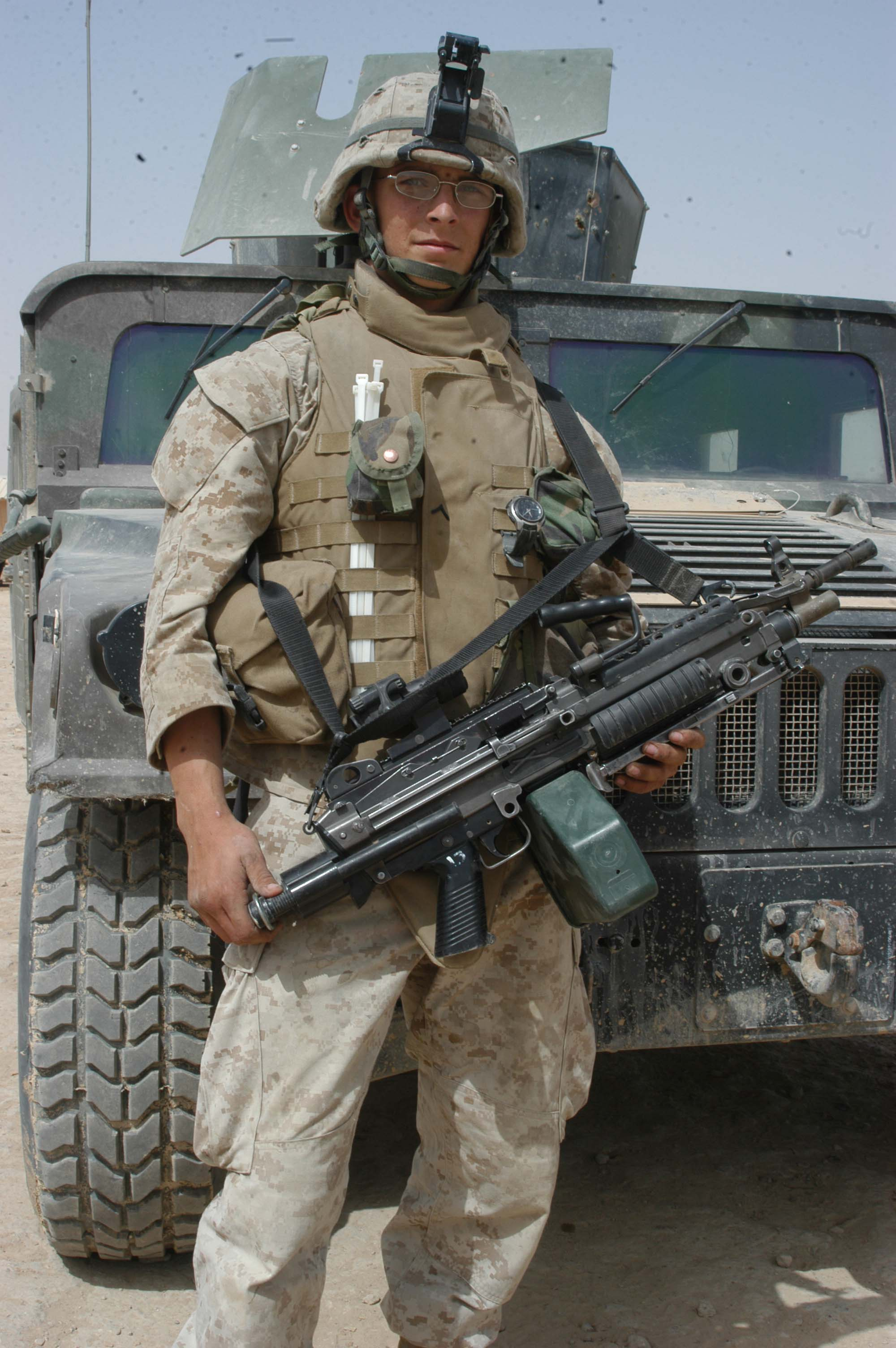
Солдат у військовому спецодязі

Спеціальний одяг — спеціально розроблений одяг (костюм, комбінезон, халат, спідня білизна, фартухи, рукавиці тощо), покликаний захищати робітника від шкідливих впливів зовнішнього середовища і забезпечувати необхідні для роботи характеристики, такі як наприклад для лікарів — зручність, гігієнічність, антистатичність, легкість в дезінфекції.
Традиційно вважається, що робочий одяг має бути зручним і помітним. Протягом досить тривалого часу спеціальний одяг вважався одягом простих робітників і модні тенденції обходили стороною цю галузь.

## Види спецодягу
У наш час з'явилися безліч видів спеціального одягу, таких як: робочий одяг, корпоративний одяг, одяг працівників сфери послуг, медичний одяг, одяг для військовиків, вантажників, ув'язнених, поліцейських, різноманітних службовців та для багатьох інших. Велика розмаїтість видів не тільки спровокувало до спецодягу інтерес багатьох дизайнерів, але й також змусило керівників фірм і заводів побачити в ньому можливість виділитися на ринку.

## Категорії спецодягу
- Літній спецодяг
- Зимовий спецодяг
- Захисне взуття
- Вологозахисний одяг
- Засоби захисту рук
- Засоби захисту очей
- Засоби захисту органів дихання
- Засоби захисту органів слуху

## Стилізація
Складовою сучасного спеціального одягу часто є брендування — нанесення логотипу. Одяг з нанесеним логотипом стає рекламним носієм. Наносяться логотипи на спецодяг трафаретним друком по тканині (шовкографією), термотрансферами, флокуванням, фольгуванням, вишивкою тощо.